# بون یون-ها
بون یون-ها (انگلیسی: Beon Yeon-ha؛ زادهٔ ۷ مارس ۱۹۸۰) بازیکن زن بسکتبال اهل کره جنوبی بود. وی در بازی‌های المپیک تابستانی ۲۰۰۴ و ۲۰۰۸ شرکت کرده‌است.